# Eemlijn
De Eemlijn is een fietsboot die vanuit Amersfoort over de Eem een toeristische lijndienst onderhoudt naar Huizen óf Spakenburg. Amersfoort is steeds begin- en eindpunt, onderweg wordt gestopt in Soest (Veerhuis De Kleine Melm), Baarn en Eemdijk. Hier kan met of zonder fiets worden in- of uitgestapt.

## Route
De vaste ligplaats is in de Eemhaven in Amersfoort, aan de Grote Koppel bij de Koppelpoort. De Eemlijn vaart door de Eemvallei, de Eempolders en de Randmeren. Aan de oever zijn ook kazematten van de Grebbelinie zichtbaar. De Eemlijn maakt per dag één reis: zij vertrekt 's morgens uit Amersfoort en is 's middags weer terug.

## Geschiedenis
De Stichting Eemlijn werd opgericht in 2002. De start werd mogelijk gemaakt door gemeenten langs de Eem, aangevuld met schenkingen. De gemeenten zorgden voor de bewegwijzering en het plaatsen van informatieborden bij de opstapplaats. Het waterschap Vallei en Veluwe zorgt voor het onderhoud. Op het zonnedek van de boot staan panelen van Natuurmonumenten, met informatie over de weide-, riet- en watervogels die onderweg te zien zijn. De bemanning van het schip bestaat uit vrijwilligers. De Eemlijn vervoert jaarlijks tussen de 8.000 en 10.000 passagiers. In 2013 werd de 100.000ste passagier verwelkomd.

## De boot
De boot werd gebouwd in 1929 met de naam Stad Genemuiden. Het deed dienst als veerboot tussen Genemuiden en Zwartsluis en werd later een partyboot. Bij de ombouw tot fietsboot kreeg het schip een nieuwe motor en werd een boegschroef geplaatst. Ook werd er een brede deur gemaakt om de fietsen in te kunnen laden. De fietsen staan onder in het schip, passagiers hebben vanaf het zonnedek uitzicht op de omgeving. Fietsers maken vaak geen retourvaart, op de heen- of terugreis kan ook een van de fietsroutes worden gekozen. Door fietsen te combineren met het meevaren op de fietsboot kan zonder extra inspanning een grotere tocht door Eemland of Het Gooi worden gemaakt.